# Pasaje Gutiérrez

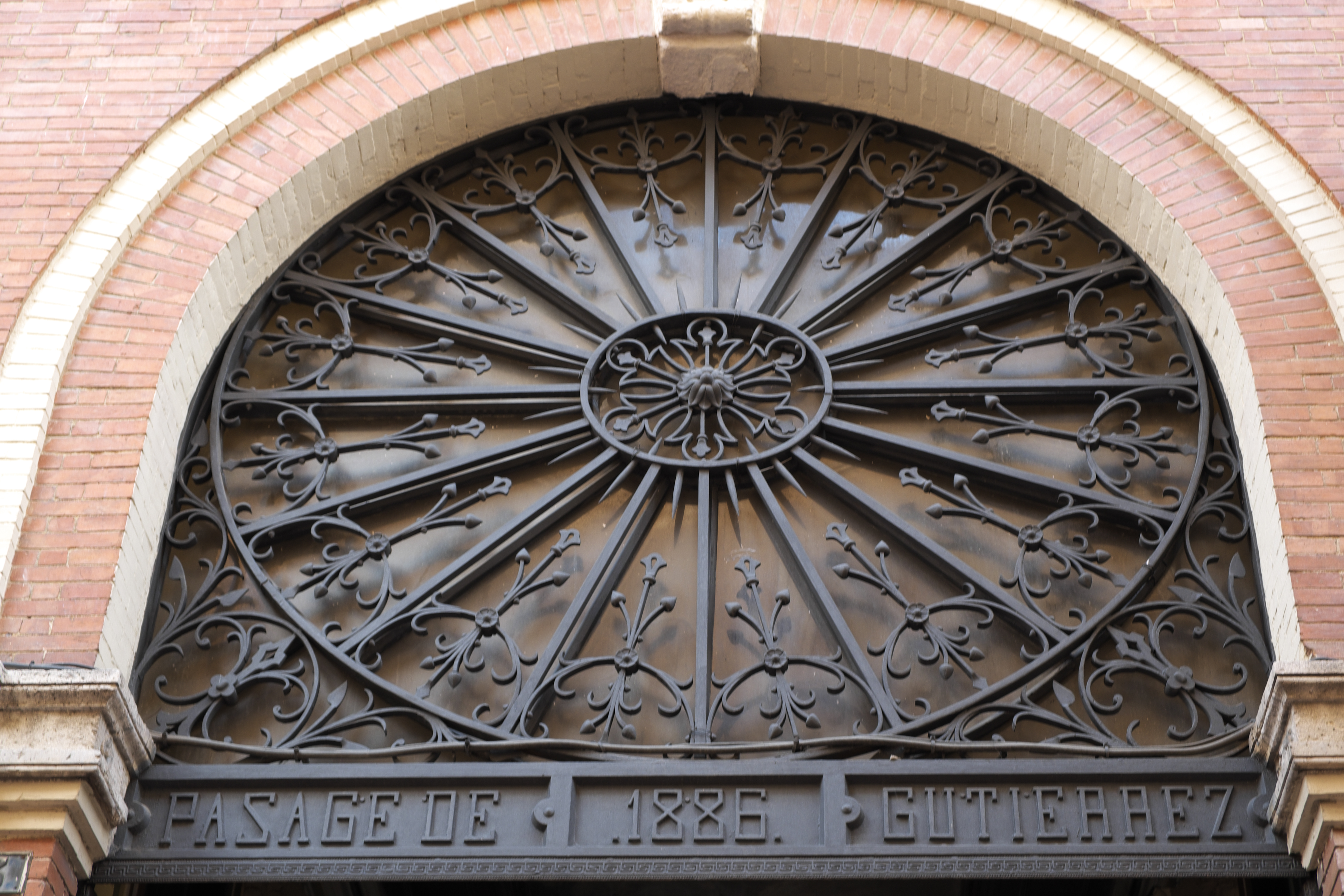
Pasaje Gutiérrez, Rosette über dem Eingang

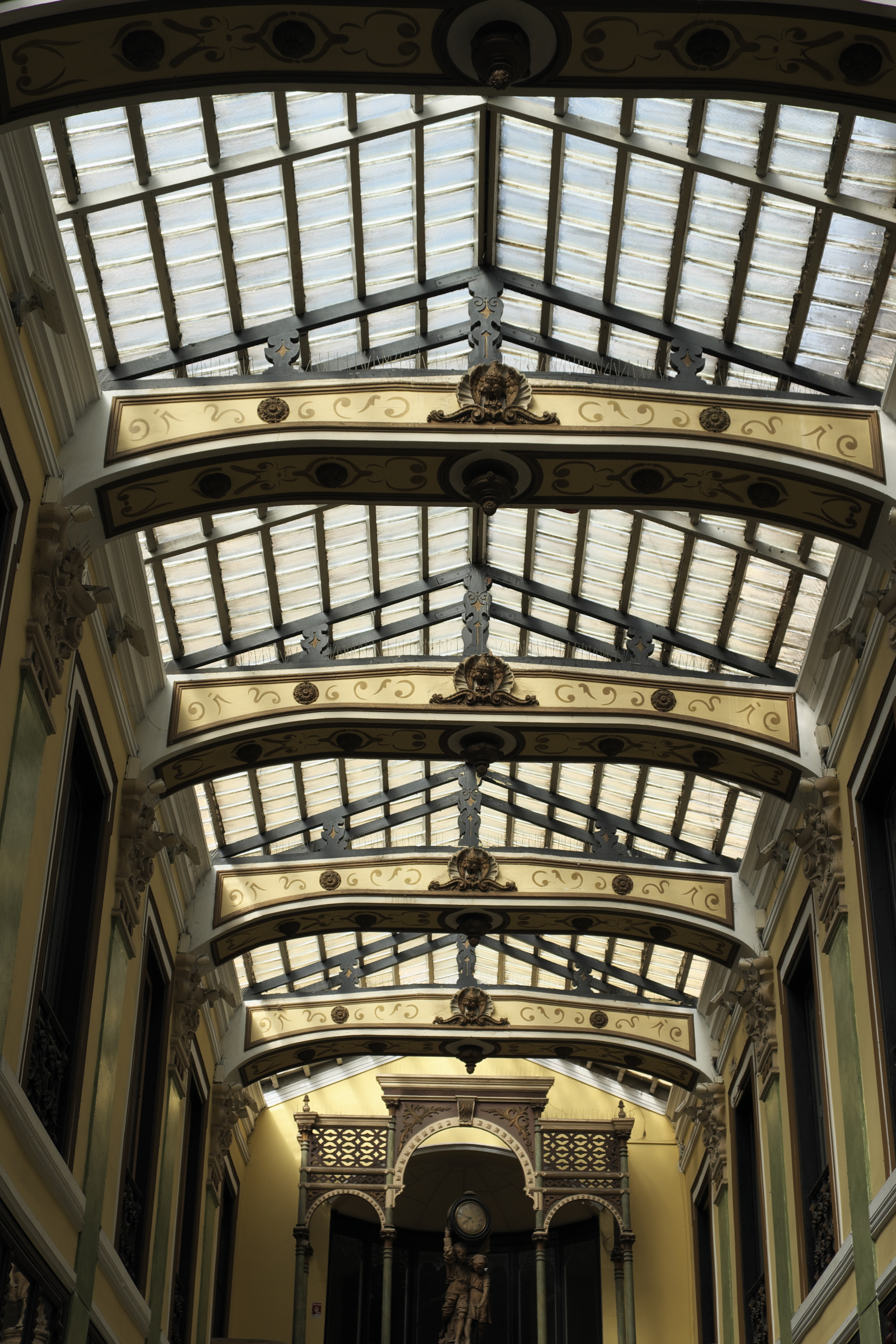
Pasaje Gutiérrez

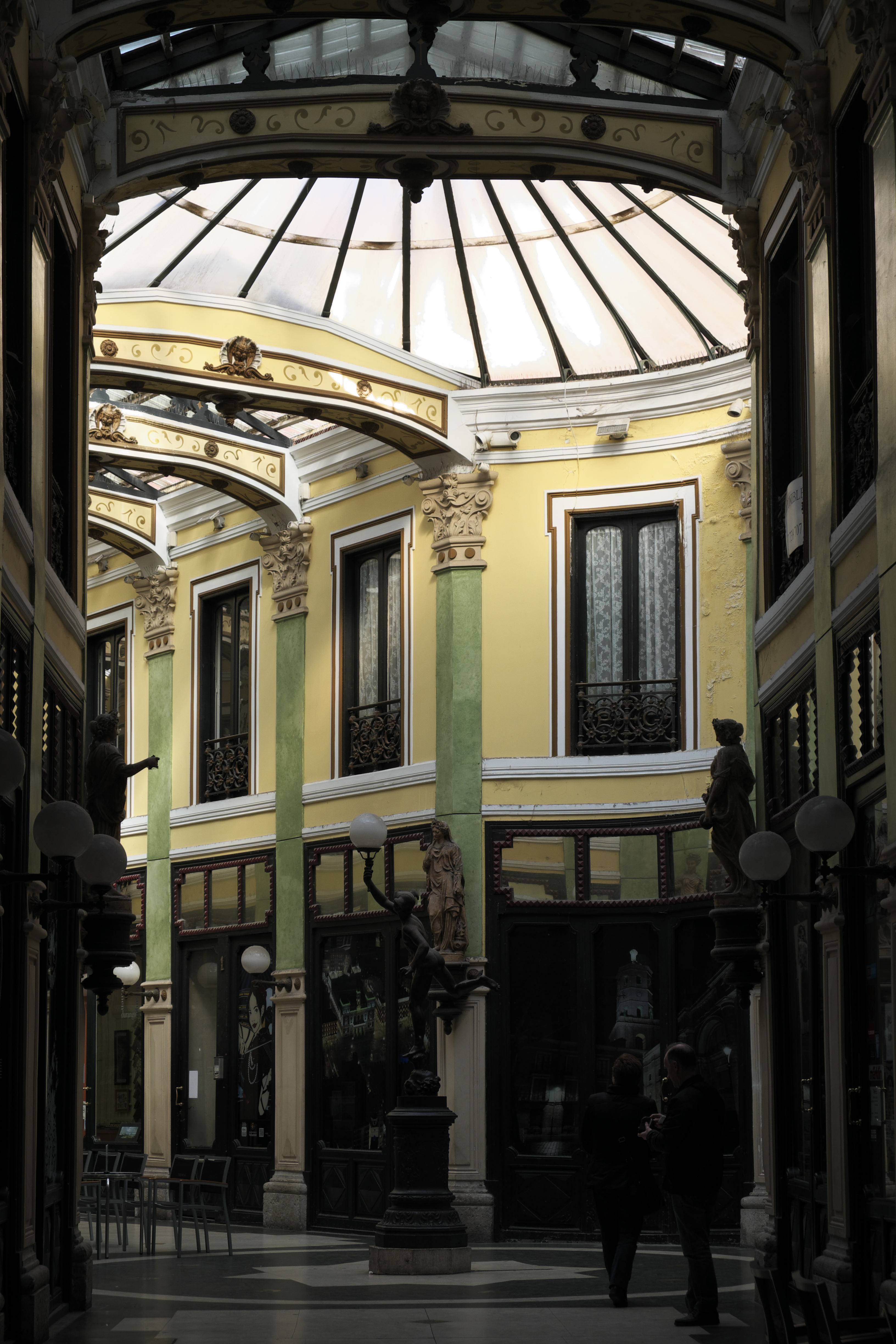
Rotunde

Die Passage, Pasaje Gutiérrez, in Valladolid, der Hauptstadt der gleichnamigen Provinz in der spanischen Autonomen Gemeinschaft Kastilien und León, ist eine Ladenpassage aus dem 19. Jahrhundert. Die Passage, die die Straßen Calle Fray Luis de León und Calle Castelar verbindet, gehört mit der Pasaje de Lodares in Albacete, einer Provinzhauptstadt in der autonomen Region Kastilien-La Mancha, und der Pasaje del Ciclón in Saragossa, der Hauptstadt von Aragonien, zu den wenigen erhaltenen Einkaufspassagen in Spanien. Im Jahr 1998 wurde die Pasaje Gutiérrez zum Baudenkmal (Bien de Interés Cultural) erklärt.

## Geschichte
Die Passage wurde nach dem Vorbild der Pariser Einkaufspassagen errichtet, von denen die ersten bereits ab dem späten 18. Jahrhundert entstanden wie die Passage du Caire und die Passage des Panoramas. Die meisten Passagen wurden – wie die Galerie Vivienne, die Galerie Colbert oder die Galerie Véro-Dodat in Paris, die Passage Pommeraye in Nantes oder die Galeries Royales Saint-Hubert in Brüssel – in der ersten Hälfte des 19. Jahrhunderts angelegt. In der zweiten Hälfte des 19. Jahrhunderts folgten die prächtigen Passagen Galleria Vittorio Emanuele II in Mailand und die Galleria Umberto I in Neapel.
Die Pasaje Gutiérrez geht auf die Initiative des Kaufmanns Eusebio Gutiérrez zurück, der 1885 den Architekten Jerónimo Ortiz de Urbina mit ihrem Bau beauftragte. Die Einkaufspassage sollte die Straßen um die Kathedrale Nuestra Señora de la Asunción mit dem Viertel um die Plaza Mayor verbinden. In der Mitte des 19. Jahrhunderts hatten sich dort zahlreiche Cafés und Geschäfte angesiedelt und die Läden in der neuen Passage sollten das mittlere und gehobene Bürgertum anziehen. Nach weniger als einem Jahr Bauzeit wurde die Passage 1886 eingeweiht. Allerdings wurde sie mangels Erfolgs bereits wenige Jahre nach ihrer Fertigstellung wieder aufgegeben und war fast hundert Jahre lang dem Verfall preisgegeben, bis sie in den 1980er Jahren von der Stadt Valladolid restauriert und durch die Ansiedlung vor allem von Cafés und Kneipen wiederbelebt wurde.

## Architektur
Die Außenfassaden sind aus Ziegel errichtet. Die Passage ist in zwei Abschnitte gegliedert, deren Mitte eine Rotunde bildet. Die Dachkonstruktion aus Eisen wird von verzierten Holzbalken gestützt und von einem Glasdach gedeckt. Das Glas stammte ursprünglich aus der Real Fábrica de Cristales de La Granja (königliche Glasmanufaktur von La Granja) in San Ildefonso in der Provinz Segovia. An der Stelle, an der die Passage durch Wohnungen überbaut ist, wird sie von einer Holzdecke mit Malereien in Freskotechnik überspannt. Die Szenen, allegorische Darstellungen der Industrie, der Landwirtschaft und des Handels, wurden von dem einheimischen Maler Salvador Seijas ausgeführt.

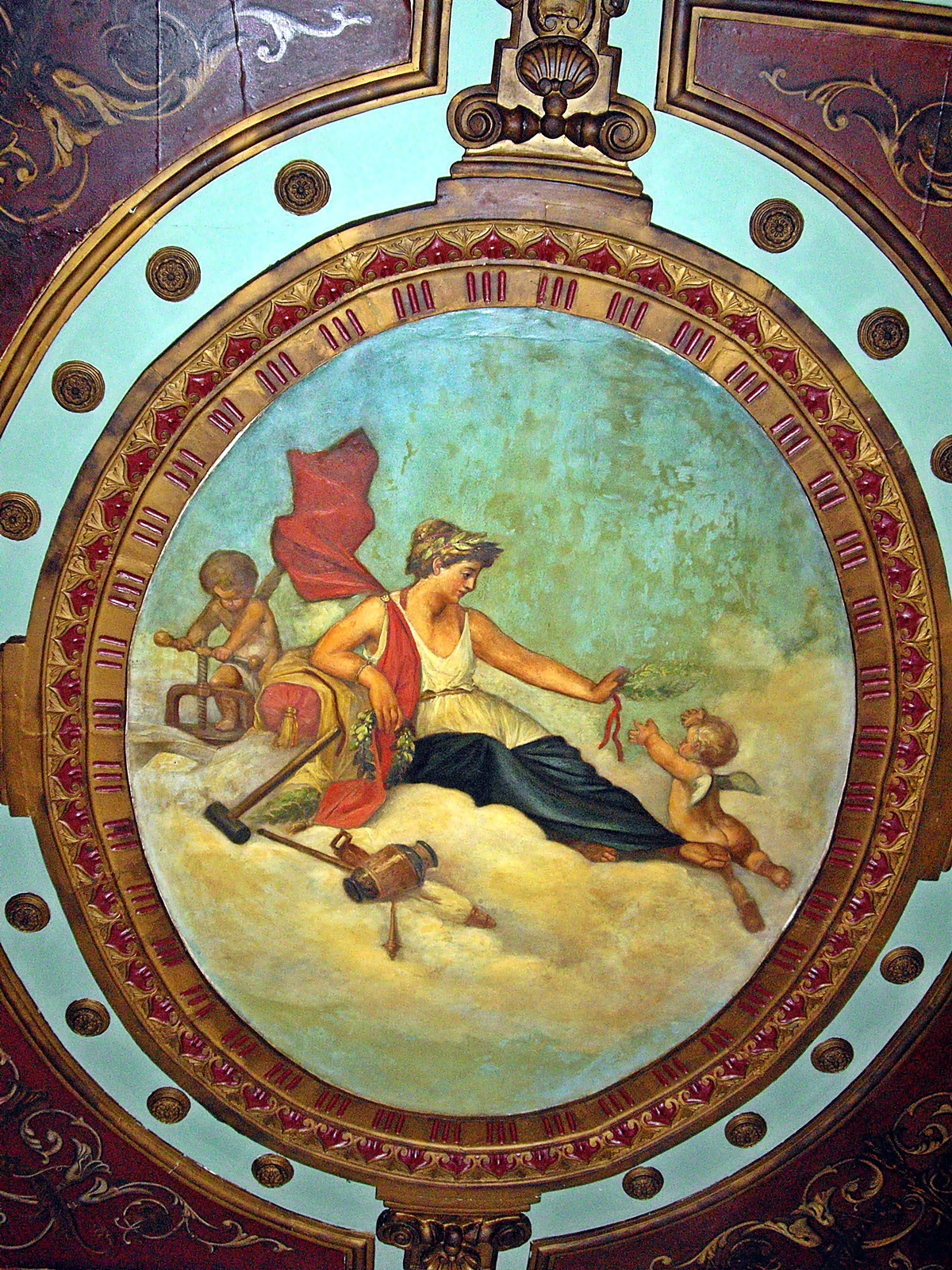
Allegorie der Industrie
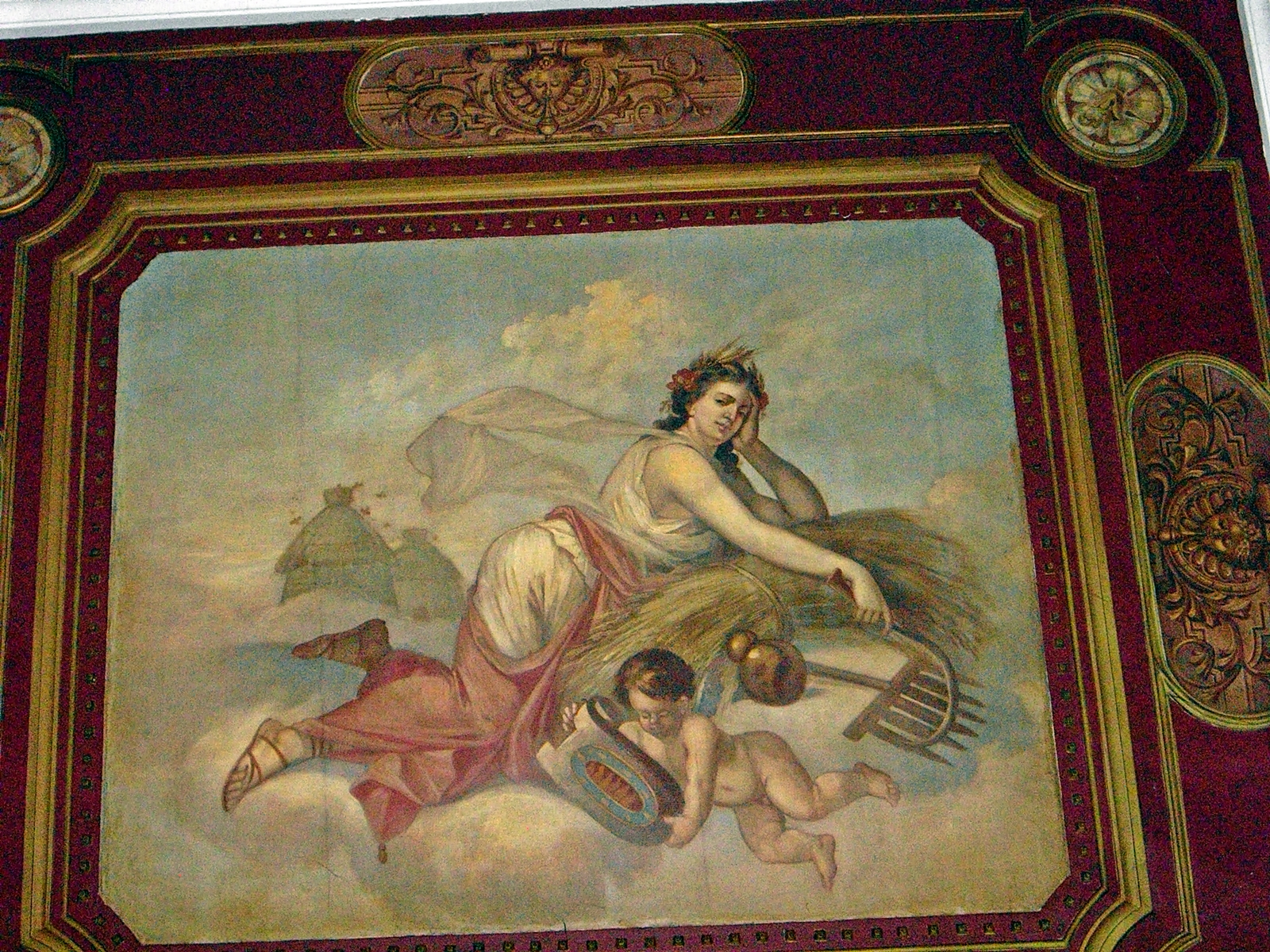
Allegorie der Landwirtschaft
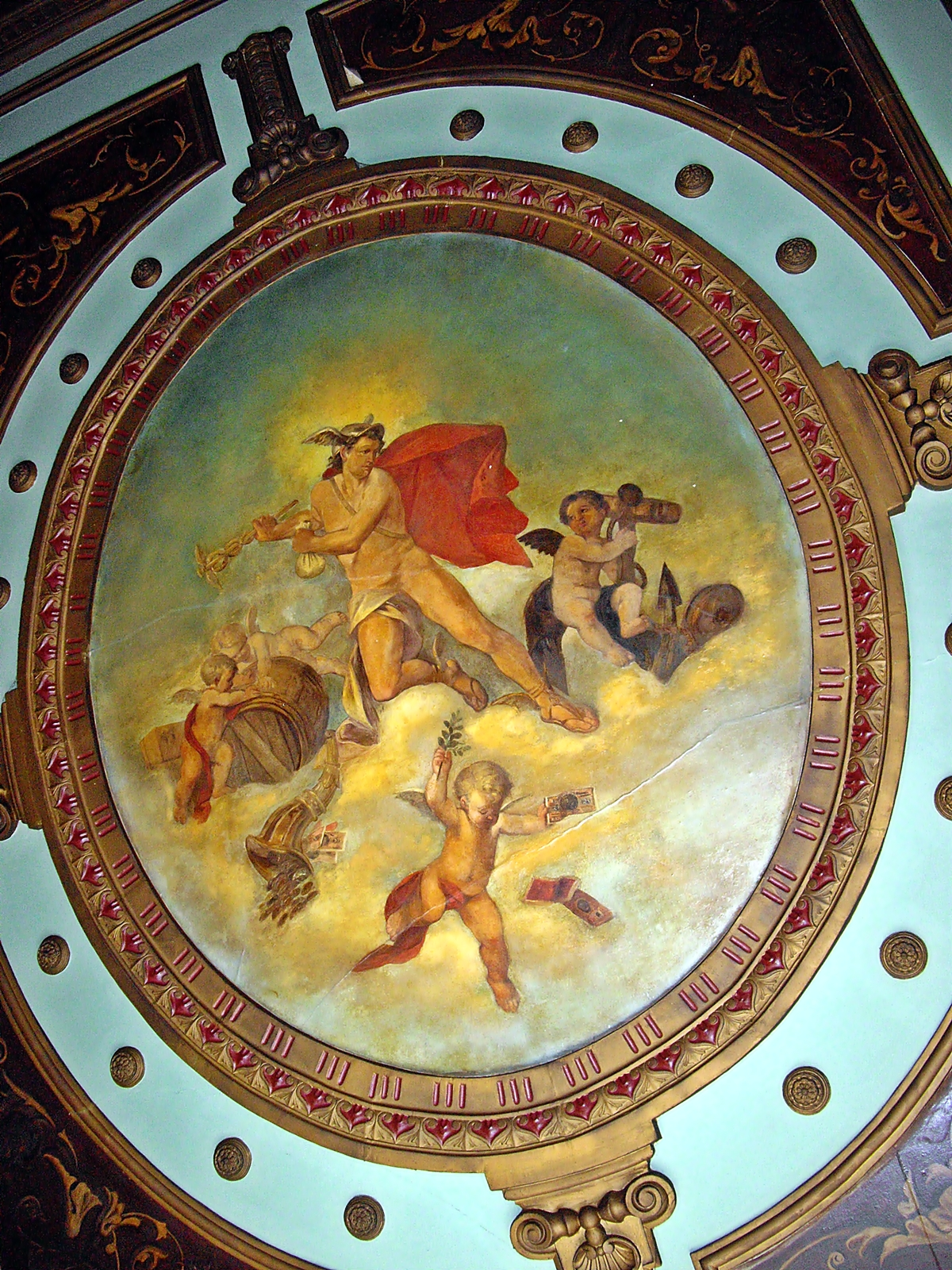
Allegorie des Handels

Die Läden im Erdgeschoss sind mit großen Schaufenstern ausgestattet. Die darüberliegenden Wohnungen, die sich zur Passage öffnen, besitzen schöne Gitter vor den Fenstern. Die weiblichen Figuren an den Wänden der Rotunde stellen die vier Jahreszeiten dar. In der Mitte steht Merkur, der Gott des Handels, eine Nachbildung der berühmten Skulptur von Jean de Boulogne aus dem Jahr 1580. Auf dem Balkon, der sich von dem Gebäude an der Calle Fray Luis de León zur Passage öffnet, sind zwei Kinder dargestellt, die eine große Uhr halten. An den Wänden sind Lampenhalter aus Bronze angebracht. Ursprünglich sorgte eine Gasbeleuchtung für eine gleichmäßige Helligkeit.

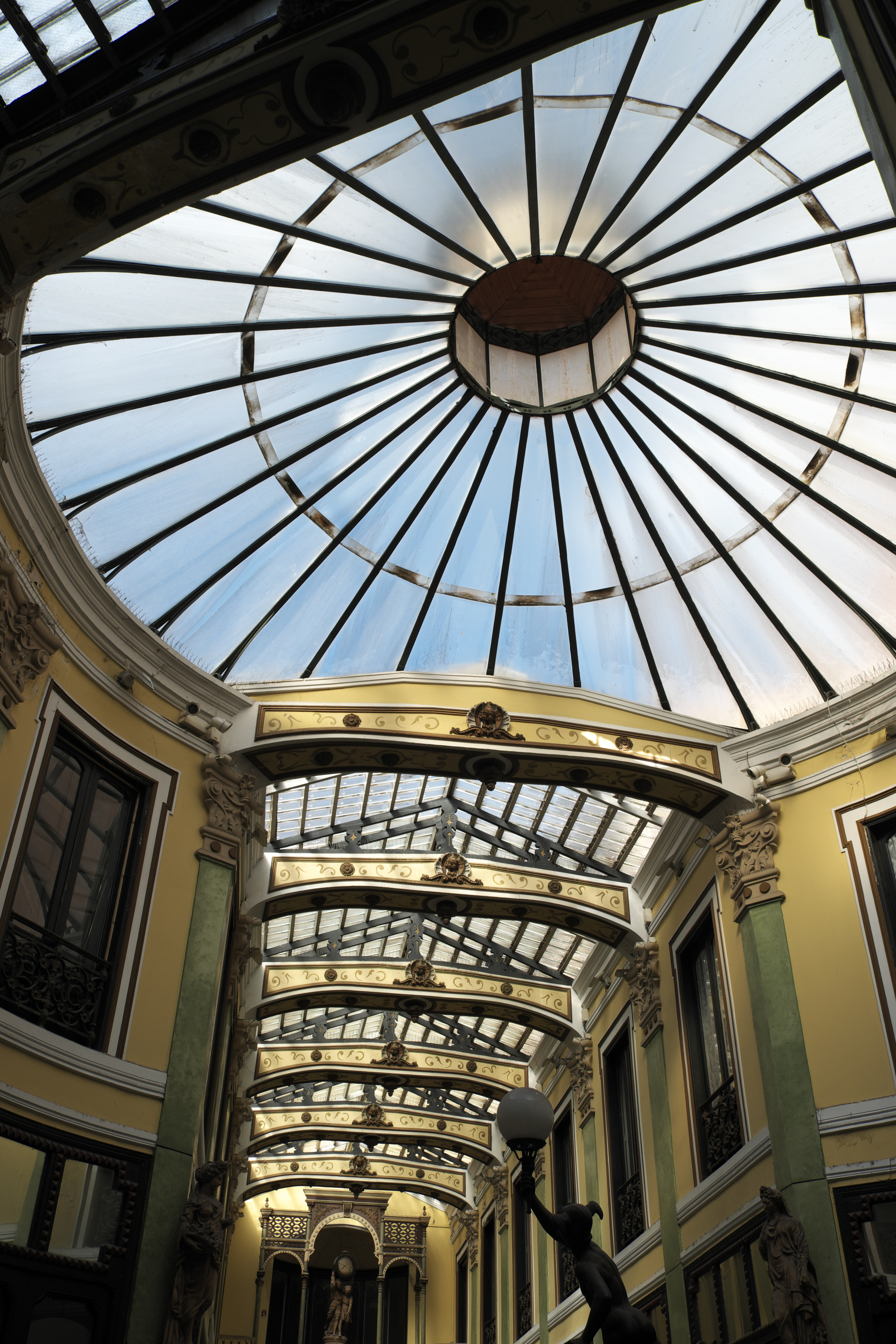
Rotunde
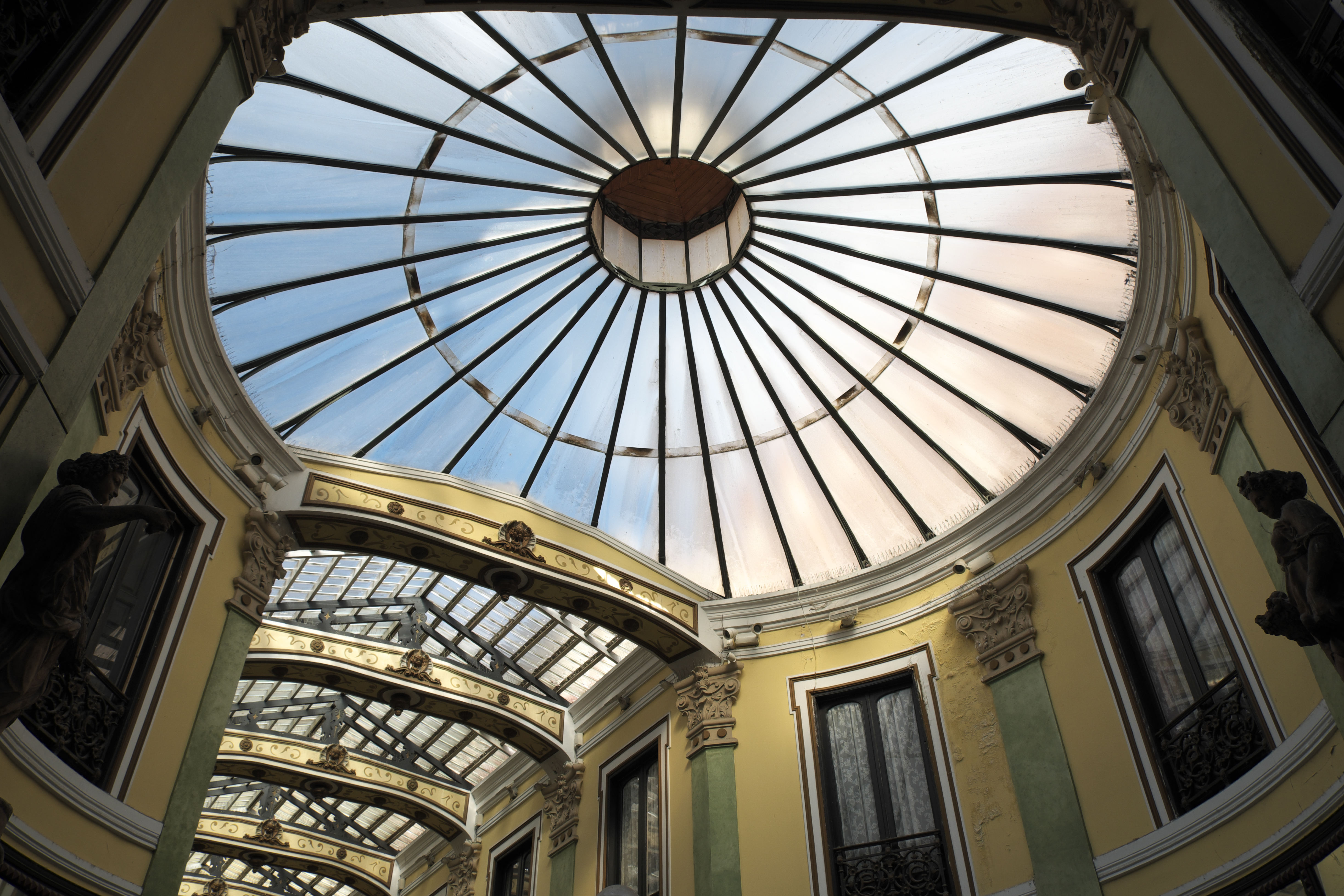
Rotunde
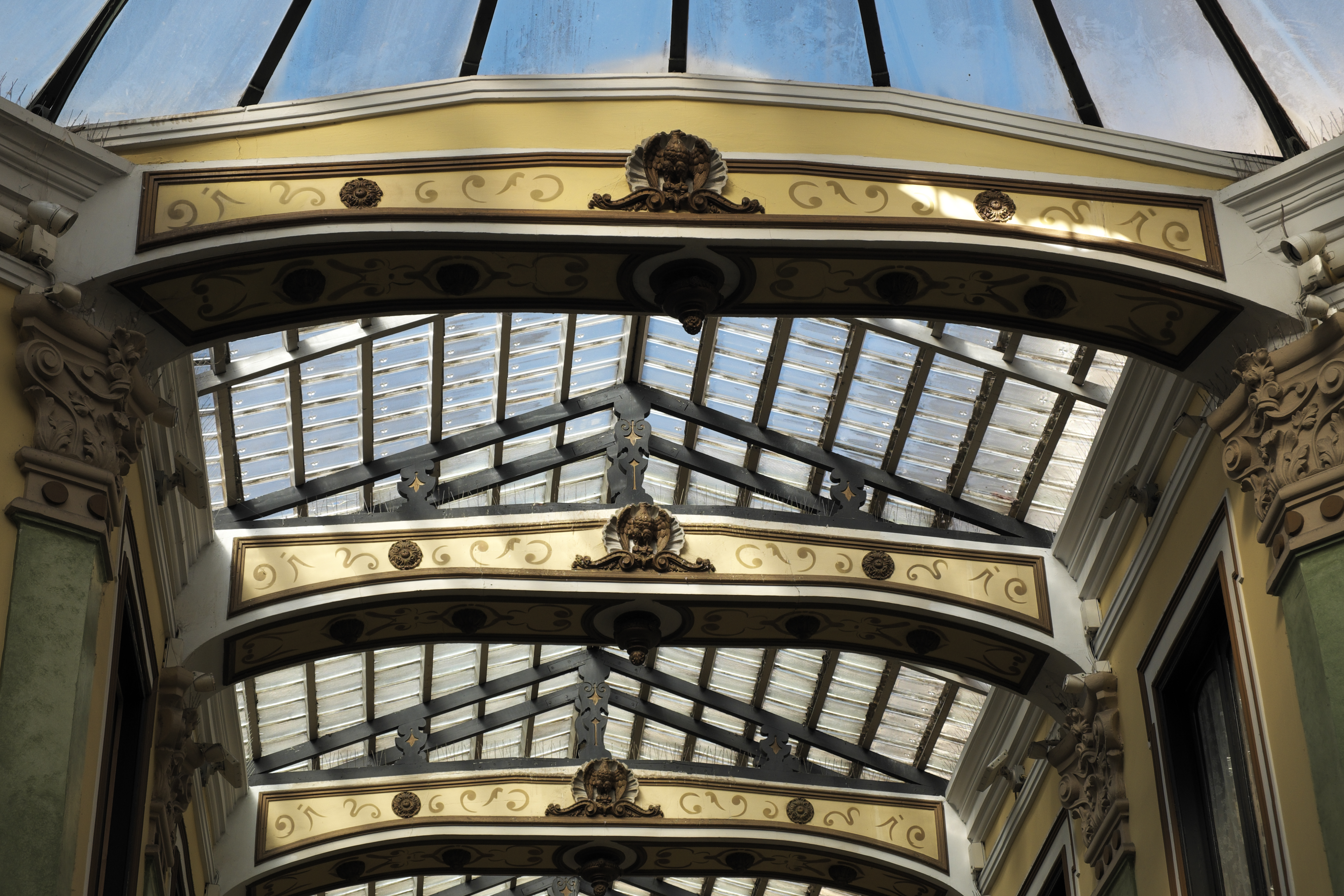
Dachkonstruktion
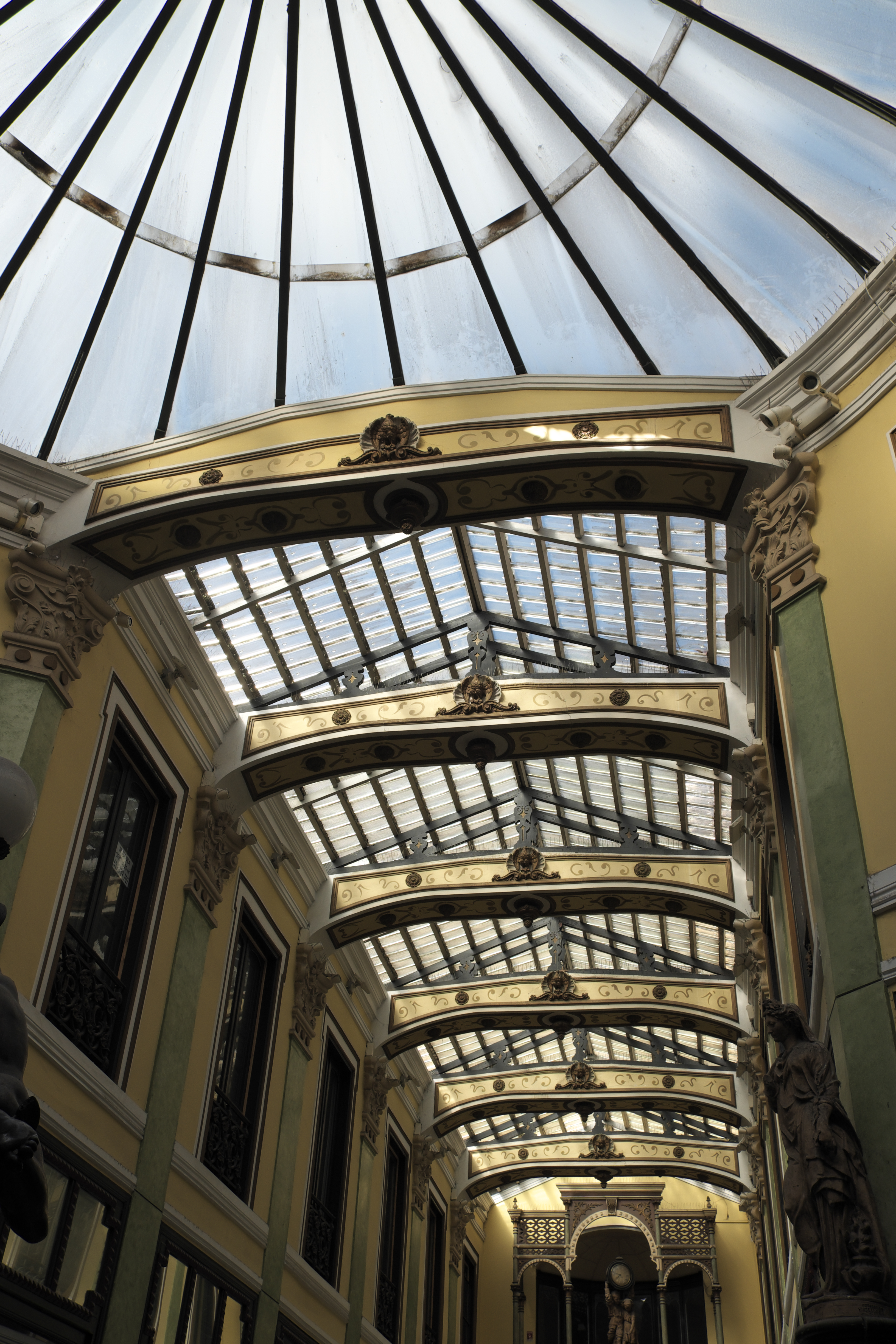
Dachkonstruktion